# Pelignere
Pelignerne var et folkeslag i antikkens Italien, og de nævnes første gang i de romerske historiebøger i forbindelse med et romersk angreb på deres landområde omkring 335 f.Kr. ifølge en beretning fra prætor Lucio Annio. Angrebet ser mere ud til at have været en magtdemonstration end en erobringskrig. Pelignerne boede i den frugtbare dal mellem floderne Aterno og Sangro, og deres vigtigste byer var Corfinium (i nærheden af vor dages Corfinio), Sulmo (det nuværende Sulmona) og Superaequum (det nuværende Castelvecchio Subequo). 

## Historie
De oskisk-umbriske stammer, der alle talte dialekter af det italiske sprog, kom til Italien i perioden mellem 1.500 og 1.000 f.Kr. Man mener, at pelignerne kom til deres område i det nuværende Abruzzo omkring år 1.200 f.Kr.. Pelignernes sprog var en af de nordligste dialekter af det oskiske sprog.
Den anden samnitiske krig, der med afbrydelser varede fra 326 til 304 f.Kr., blev en afgørende styrkeprøve mellem den romerske republik og dens naboer. Samniterne fik i 325 f.Kr. dannet et forbund, der inkluderede Marserne, Marrucinerne og Vestinerne, og hvor pelignerne også kom med. Da samniternes nederlag var en realitet, indgik pelignerne i 304 f.Kr. i stedet en alliance med Rom, og i de følgende godt 200 år levede de op til alliancen, både da samniterne på ny gik i krig mod Rom (298 – 290 f.Kr.),.
og da Hannibal triumferede under den 2. puniske krig. 
I løbet af det tredje og andet århundrede f.Kr. øgedes påvirkningen fra den romerske kultur, men Romerrigets manglende vilje til at give indbyggere status som romerske borgere var en afgørende faktor for, at pelignerne sammen med blandt andet marserne og picenerne for sidste gang gjorde oprør under Forbundsfællekrigen. Pelignernes betydning i alliancen understreges af, at man i 91 f.Kr. valgte deres hovedby Corfinium til alliancens officielle hovedstad. Her blev udpeget et senat med 500 medlemmer, som valgte to konsuler og 12 rådmænd ("magistrates"). Alliancens hær blev delt i to armeer, og pelignerne indgik i den styrke, der blev ledet af Publius Vettius Scatone. Selv om Alliancen vandt flere sejre over romerne, blev de til sidst trængt i defensiven, og da romerne erobrede Corfinium i år 88 f.Kr, måtte hovedstaden flyttes til Isernia. Senere på året brød oprøret sammen, og Vettius blev dræbt af en af sine tjenere. Trods alliancens nederlag gik romerne alligevel med til at give indbyggerne de borgerrettigheder, de var gået i krig for. Herefter gik latiniseringen endnu hurtigere, og da århundredet var gået, var det pelignske sprog forsvundet.

## Sprog
Pelignernes sprog var oskisk, et italisk sprog, der mindede om det sprog, der blev talt i de samnitiske og lukanske områder. Der var dog afvigelser, og sproget omtales også som nord-oskisk, fordi det repræsenterede nordgrænsen for de oskiske sprog. Det udgør derfor et vigtigt bindeled i forståelsen af både det oskiske sprog, og det umbriske, der taltes i området nord for Aterno-floden. Latin, som blev talt af romerne, var oprindeligt et meget lille italisk sprog, men det blev udbredt i takt med Roms ekspansion. 